# Јевгенија Медведева
Јевгенија Медведева (рус. Евгения Армановна Медведева; 19. новембар 1999) је руска клизачица у уметничком клизању у категорији жена. Освојила је сребрну медаљу на Олимпијским играма у Пјонгчангу 2018. године. Медведева је освојила злато на Светском првенству два пута (2016, 2017),  на Европском првенству (2016, 2017), на Финалу гран прија (2015, 2016) и на Шампионату Русије (2016, 2017), сребро на Европском првенству 2018 и бронзу на Светском првенству 2019. године.
Медведева је прва клизачица која је освојила светску сениорску титулу након освајања светске јуниорске титуле.
Оборила је светске рекорде 13 пута. Прва је клизачица која је освојила преко 80 поена у кратком програму, прва која је освојила преко 160 у слободном програму и прва која је премашила 230 и 240 поена комбиновано.

## Биографија
Медведева је рођена 19. новембра 1999. године у Москви. Њени родитељи, Жана Медведева и Арман Бабасјан су разведени. Јевгенија се такмичи под презименом своје бабе по мајци.
Студенткиња је Универзитета за физичко образовање, спорт, младост и туризам од 2017. године.
Од 2018. живи и тренира у Торонту, у Канади.

## Каријера
Медведева је почела да се бави клизањем са три године како би поправила држање. Од 2008. до 2018. је тренирала у групи Етери Тутберидзе у клубу Самбо 70. Од 2018. њени тренери су Брајан Орсер и Трејси Вилсон. Тренира у Торонто крикет клубу, а представља клуб Самбо 70.

### Јуниорска каријера
Медведева је дебитовала интернационално као јуниорка у сезони 2013/2014 са кратким програмом на Ballet Russe Френка Милса и Ноктурно из филма Ла Калифа у слободном програму, за које је кореографију одрадила Етери Тутберидзе. На Гран прију у категорији јуниора је освојила злато у Риги, а затим и у Гдањску, чиме се квалификовала за Финале гран прија у Фукуоки, у Јапану, где је освојила бронзану медаљу. На Шампионату Русије је завршила седма као сениор и четврта као јуниор. Као замена је учествовала на Светском јуниорском првенству, где је освојила бронзану медаљу.
У сезони 2014/2015 такмичила се са кратким програмом на музику из филма Шебурски кишобрани, за који је кореографију урадио Александар Жулин, и са слободним на Сан летње ноћи, за који је кореографију урадила Тутберидзе. Освојила је златну медаљу на Јуниорском гран прију у Француској, а затим и на Јуниорском гран прију у Чешкој, чиме се поново квалификовала за Финале гран прија јуниора у Барселони, где је освојила златну медаљу. На Шампионату Русије је освојила бронзу у категорији сениора и злато у категорији јуниора. Освојила је златну медаљу на Светском јуниорском првенству у Талину и поставила рекорд за кратки програм, освојивши 68.48 поена.

### Сениорска каријера
Медведева је дебитовала као сениорка у сезони 2015/2016 са кратким програмом на музику из филма Мелодије беле ноћи, за коју је кореографију осмислио Жулин, и слободни на музику из филма W.E., са кореографијом Иље Авербуха. Освојила је златну медаљу на Гран прију у Америци и сребро на Гран прију у Русији. Освојила је златну медаљу на Финалу гран прија у Барселони, у Шпанији. На Шампионату Русије у децембру освојила је златну медаљу и постала национални шампион у категорији сениора. На Европском првенству у Братислави је освојила златну медаљу. Освојила је злато на Светском првенству у Бостону освојивши 150.10 поена у слободном програму након што је у кратком завршила на трећем месту.
Током сезоне 2016/2017 Медведева је наступала са кратким програмом на музику River Flows In You композитора Yiruma и слободним на музику из филма Јако гласно и невероватно близу коју је компоновао Александр Деспла. Кореографију је осмислио Иља Авербух. Медведева је освојила златне медаље на Гран прију у Канади и у Француској, квалификујући се за Финале гран прија. На Финалу гран прија освојила је златну медаљу и оборила рекорд за кратки програм, освојивши 79.21 поен. Одбранила је националну титулу на Шампионату Русије. Освојила је злато на Европском првенству у Острави, када је оборила сопствени рекорд за слободни програм освојивши 150.79 поена и поставила нови рекорд за збирни скор, освојивши 229.71 поен. На Светском првенству у Хелсинкију оборила је сопствени рекорд за слободни програм са 154.40 и за зборни скор са 233.41 поеном.
Током Олимпијске сезоне 2017/2018 Медведева се такмичила са кратким програмом на Шопенов Ноктурно бр. 20 и слободним на музику из филма Ана Карењина композитора Дарија Маринелија, за које је кореографију осмислио Авербух. Медведева је освојила златну медаљу на Гран прију у Русији и у Јапану, квалификујући се за Финале гран прија. Била је принуђена да се повуче из Финала гран прија и са Шампионата Русије због фрактуре стопала. На Европском првенству у Москви освојила је друго место, иза Алине Загитове. Именована је за једну од представница Русије на Олимпијади 21. јануара. На Олимпијским играма је оборила рекорд за кратки програм са 81.61 поеном, пре него што је исти рекорд оборила Загитова. У слободном програму је освојила 156.65 поена и са збиром од 238.26 поена освојила сребрну медаљу. Због повреде се повукла са Светског првенства. У мају 2018. објавила је да ће њен нови тренер бити Брајан Орсер, да ће тренирати у Торонто крикет клубу, а представљати клуб Самбо 70.
Почетком сезоне 2018/2019 Медведева је наступала са кратким програмом на Orange Colored Sky Натали Кол и слободним на Libertango Астора Пјацоле, за које је кореографију осмислио Дејвид Вилсон. На Гран прију у Канади је освојила бронзану медаљу, а на Гран прију у Француској је завршила на четвртом месту. Заменила је кратки програм Тоском Ђакома Пучинија, са кореографијом Мише Геа. На Шампионату Русије завршила је на седмом месту. На Светском првенству у Јапану освојила је бронзану медаљу.
Током сезоне 2019/2020 Медведева је наступала са кратким програмом на музику Exogenesis: Symphony Part 3 бенда Мјуз са Авербуховом кореографијом и слободним програмом на музику из филма Мемоари једне гејше са кореографијом Шеј Лин Борн. На Гран прију у Канади завршила је на петом месту, а на Гран прију у Русији је освојила сребрну медаљу са личним најбољим скором под новим системом оцењивања – 225.76 поена. Повукла се са Шампионата Русије када је сломила клизаљку и није успела да пронађе нови пар.